# Эрика Люст
Эрика Люст (швед. Erika Lust, [lus:t], настоящее имя Эрика Хелльквист (швед. Erika Hallqvist), род. 1977, Стокгольм, Швеция) — шведский режиссёр, сценаристка и продюсер порнофильмов. Наряду с Петрой Джой (Petra Joy), Анной Спан (Anna Span) и другими деятелями, является популяризатором жанра феминистской порнографии. Автор нескольких книг и более 10 фильмов. Живёт и работает в Барселоне.
Её фильм Cabaret Desire в 2012 году принёс ей премию Feminist Porn Award в номинации «фильм года». Также получила награду Cinekink Audience Choice Award за лучший сценарий. Первые два сборника её серии XConfessions завоевали ей премии Feminist Porn Award в номинации Hottest Straight Vignette в 2014 и 2015 годах соответственно. В 2015 году XConfessions Theatrical Cut была показана на Международном кинофестивале в Чикаго и на кинофестивале Raindance в Лондоне. После этого, в 2016 году, Люст провела два аншлаговых показа XConfessions Theatrical Cut на «Вавилоне» в Берлине в феврале и победила в номинации «лучший короткометражный фильм» на Cinekink Awards за короткометражку An Appointment with My Master.

## Биография
Родилась в Стокгольме в 1977 году. С детства питала страсть к кино и театру.
Поступила в Лундский университет, где изучала политические науки. Там она столкнулась с книгой Линды Уильямс (Linda Williams) 1989 года Hard Core: Power, Pleasure, and the «Frenzy of the Visible», которая позже оказала сильное влияние на её кинотворчество. Также приводит фильм «Любовник» Жана-Жака Анно как источник вдохновения. В 1999 году получила степень бакалавра по специальности «права человека и феминизм». В 2000 году переехала в Барселону, где работала в продюсерских домах и посещала вечерние курсы по кинопроизводству.

## Карьера
Эрика сняла свой первый фильм, короткометражку «Хорошая девушка» (The Good Girl), в 2004 году. Он распространялся бесплатно через интернет и был скачан более 2 миллионов раз в первый месяц. Фильм был представлен на Международном фестивале эротических фильмов в Барселоне в 2005 году и получил премию Ninfa.
В 2005 году, после этого первоначального успеха, Люст основала свою студию Lust Films, которая занимается выпуском порнографических короткометражек и компиляций. Её «Пять чувственных историй для нее» (англ. Five Hot Stories For Her), антология из пяти виньеток, включающей «Хорошую девушку», завоевала несколько международных наград в 2007 году. С тех пор она регулярно участвует в фестивалях фильмов для взрослых.
Фильмы Люст характеризуются тщательно подобранными актёрами и высокими стандартами производства. Люст считает, что порнографические фильмы также могут использоваться как образовательный инструмент, чтобы помочь лучше понять нашу сексуальность, повлиять на восприятие ролей в ней, жить более свободно и естественно. Она надеется повлиять на представления зрителей о гендерных ролях в сексуальности. Она считает порнографию «самым важным дискурсом о гендере и сексуальности».
В 2010 году Эрика открыла эротический онлайн-кинотеатр, который назвала Lust Cinema (lustcinema.com), где представлены её собственные произведения и произведения авторов новой волны откровенных фильмов.
Фильм «Кабаре „Желание“» (англ. Cabaret Desire) принес ей Феминистскую премию порно (англ. Feminist Porn Award) в 2012 году. Также он получил премию зрительских симпатий Cinekink как лучший фильм.
В 2013 году она начала первый краудсорсинговый проект в истории кинематографа для взрослых, назвав его XConfessions. Это стало её основным источником работы в последние годы.
Эрика владеет интернет-магазином store.erikalust.com, где продаются её книги и фильмы, а также сексуальные игрушки и другие эротические товары. Её компания Lust Productions насчитывает 12 сотрудников.
Эрика ведёт блог, является автором нескольких книг о сексе, порно, эротике и сексуальности. Её книга «Хорошее порно» (англ. Good Porn) была опубликована в 2009 году в издательстве Seal Press. В декабре 2014 года Люст провела TED-talk в TEDxVienna. В докладе, озаглавленном «пора менять порно», Эрика призывает людей подвергнуть сомнению современное состояние порно, его смысловое послание и роль сексуального педагога. TED talk — это начало её онлайн-кампании #changeporn, которая призвана бросить вызов и изменить стандарты порно. Выступление было просмотрено на YouTube почти 700 000 раз.

### XConfessions
В настоящее время Люст снимает короткометражные порнофильмы, основанные на краудсорсингових историях. Зрители могут писать анонимные признания на сайте проекта. Каждый месяц Люст выбирает две истории, по которым снимает короткометражки. Уже снято одиннадцать таких сборников. XConfessions были представлены на Берлинском фестивале порно в 2014 году. В 2015 году на кинофестивале Raindance в Лондоне и на Международном кинофестивале в Чикаго была представлена театральная постановка XConfessions, а также выступление Люст. В 2016 Люст провела два сольных показа XConfessions Theatrical Cut на «Вавилоне» в Берлине в феврале и получила премию Cinekink Awards New York в номинации «лучший короткометражный фильм» за БДСМ-короткометражку An Appointment with My Master.

## Избранная фильмография

### Полнометражные фильмы
- 2008: Barcelona Sex Project
- 2010: Life Love Lust
- 2011: Cabaret Desire

### Сборники короткометражек
- 2007: Five Hot Sex Stories For Her включая Something about Nadia
- 2013: XConfessions vol. 1
- 2014: XConfessions vol. 2 включая The Art of Spanking
- 2014: XConfessions vol. 3
- 2015: XConfessions vol. 4
- 2015: XConfessions vol. 5 включая An Appointment with my Master
- 2016: XConfessions vol. 6

### Короткометражки
- 2004: The Good Girl
- 2009: Handcuffs
- 2010: Love Me Like You Hate Me (совместно с Venus O’Hara)
- 2011: Room 33 (сиквел к Handcuffs)

## Книги
- 2009: X: a Woman’s Guide to Good Porn
- 2010: Erotic Bible to Europe
- 2010: Love Me Like You Hate Me — совместно с Venus O’Hara
- 2011: Shooting Sex: How to Make an Outstanding Sex Movie with Your Partner (электронная книга, также доступна на польском языке)[20]
- 2011: Six Female Voices — совместно с Antia Pagant
- 2013: La Canción de Nora (Nora’s Song)
- 2013: Let’s Make a Porno

## Премии и номинации
| Год  | Спонсирующая организация            | Награда                        | Категория                        | Работа                        | Результат       |
| ---- | ----------------------------------- | ------------------------------ | -------------------------------- | ----------------------------- | --------------- |
| 2005 | Barcelona Intl Erotic Film Festival | Ninfa Award                    | First Prize for Short X-Films    | The Good Girl                 | Победа          |
| 2007 | Barcelona Intl Erotic Film Festival | Ninfa Award                    | Best Screenplay                  | Five Hot Stories for Her      | Победа          |
| 2007 | Venus Fair Berlin                   | Eroticline Award               | Best Adult Film for Women        | Five Hot Stories for Her      | Победа          |
| 2008 | Good for Her Toronto                | Feminist Porn Award            | Movie of the Year                | Five Hot Stories for Her      | Победа          |
| 2008 | Cinekink New York                   | Cinekink Award                 | Best Short                       | Something about Nadia         | Хвалебный отзыв |
| 2008 | Venus Fair Berlin                   | Eroticline Award               | Best Erotic Documentary          | Barcelona Sex Project         | Победа          |
| 2009 | Good for Her Toronto                | Feminist Porn Award            | Movie of the Year                | Barcelona Sex Project         | Хвалебный отзыв |
| 2010 | Cinekink New York                   | Cinekink Award                 | Best Experimental Short Film     | Handcuffs                     | Победа          |
| 2010 | Good for Her Toronto                | Feminist Porn Award            | Sexiest Short Film               | Handcuffs                     | Победа          |
| 2011 | Good for Her Toronto                | Feminist Porn Award            | Movie of the Year                | Life Love Lust                | Победа          |
| 2011 | Cinekink New York                   | Cinekink Award                 | Best Short                       | Room 33                       | Хвалебный отзыв |
| 2011 | Orgazmik Zürich                     | Orgazmik Award                 | Best Film (Couples)              | Cabaret Desire                | Победа          |
| 2012 | Good for Her Toronto                | Feminist Porn Award            | Movie of the Year                | Cabaret Desire                | Победа          |
| 2012 | Cinekink New York                   | Cinekink Audience Choice Award | Best Narrative Feature           | Cabaret Desire                | Победа          |
| 2012 | Cupido Norway                       | Cupido Filmpris                |                                  | Handcuffs                     | Победа          |
| 2014 | Good for Her Toronto                | Feminist Porn Award            | Hottest Straight Vignette Series | XConfessions vol. 1           | Победа          |
| 2014 | Fetisch Film Festival Germany       | Fetisch Award                  | Best Feature-Length              | XConfessions vol. 1           | Победа          |
| 2015 | Good for Her Toronto                | Feminist Porn Award            |                                  | The Art of Spanking           | Номинация       |
| 2015 | Good for Her Toronto                | Feminist Porn Award            | Hottest Straight Vignette        | XConfessions vol. 2           | Победа          |
| 2015 | Good for Her Toronto                | Feminist Porn Award            | Website                          | xconfessions.com              | Хвалебный отзыв |
| 2016 | Cinekink New York                   | Cinekink Awards                | Best Narrative Short Films       | An Appointment with my Master | Победа          |

## Известные показы
| Год  | Фестиваль                                   | Работа                      |
| ---- | ------------------------------------------- | --------------------------- |
| 2009 | Rated X Amsterdam                           | Barcelona Sex Project       |
| 2009 | Circuito Off Film Festival Venice           | Handcuffs                   |
| 2012 | Erotikos Film Festival Jamaica              | Cabaret Desire              |
| 2014 | Berlin Porn Film Festival                   | XConfessions vol. 1         |
| 2014 | Self Serve’s Pornotopia Festival New Mexico | XConfessions vol. 1         |
| 2014 | Film Festival of Gender Mexico              | XConfessions vol. 2         |
| 2014 | Only Porn Lyon                              | XConfessions                |
| 2015 | La fête du slip Switzerland                 | XConfessions                |
| 2015 | Cinekink New York                           | The Art of Spanking         |
| 2015 | Raindance Film Festival London              | XConfessions                |
| 2015 | Chicago International Film Festival         | XConfessions                |
| 2016 | Babylon Berlin Premiere                     | XConfessions Theatrical Cut |